# فيليبور بودار
فيليبور بودار هو مدرب كرة قدم ولاعب كرة قدم بوسني في مركز حراسة المرمى، ولد في 22 نوفمبر 1964 في موستار في البوسنة والهرسك. لعب مع فيليز موستار ونادي أبولون سميرني ونادي تشوكاريتشكي ونادي سوتيسكا نيكشيتش ونادي فاسالوندس.